# Grand Prix Formule 1 van Abu Dhabi 2019
De Grand Prix Formule 1 van Abu Dhabi 2019 werd verreden op 1 december op het Yas Marina Circuit. Het was de eenentwintigste en laatste race van het kampioenschap. Voor Nico Hülkenberg en Robert Kubica is het (voorlopig) de laatste keer dat beiden een Formule 1 race reden, in 2020 rijden beiden niet meer in de Formule 1.

## Vrije trainingen
- Er wordt enkel de top-5 weergegeven.

| Vrije training 1 | Pos | No | Coureur          | Constructeur   | Tijd     |
| ---------------- | --- | -- | ---------------- | -------------- | -------- |
| Vrije training 1 | 1   | 77 | Valtteri Bottas  | Mercedes       | 1:36.957 |
| Vrije training 1 | 2   | 33 | Max Verstappen   | Red Bull-Honda | 1:37.492 |
| Vrije training 1 | 3   | 44 | Lewis Hamilton   | Mercedes       | 1:37.591 |
| Vrije training 1 | 4   | 23 | Alexander Albon  | Red Bull-Honda | 1:38.084 |
| Vrije training 1 | 5   | 5  | Sebastian Vettel | Ferrari        | 1:38.906 |
| Vrije training 2 | Pos | No | Coureur          | Constructeur   | Tijd     |
| Vrije training 2 | 1   | 77 | Valtteri Bottas  | Mercedes       | 1:36.256 |
| Vrije training 2 | 2   | 44 | Lewis Hamilton   | Mercedes       | 1:36.566 |
| Vrije training 2 | 3   | 16 | Charles Leclerc  | Ferrari        | 1:36.642 |
| Vrije training 2 | 4   | 5  | Sebastian Vettel | Ferrari        | 1:36.691 |
| Vrije training 2 | 5   | 33 | Max Verstappen   | Red Bull-Honda | 1:36.807 |
| Vrije training 3 | Pos | No | Coureur          | Constructeur   | Tijd     |
| Vrije training 3 | 1   | 33 | Max Verstappen   | Red Bull-Honda | 1:36.566 |
| Vrije training 3 | 2   | 44 | Lewis Hamilton   | Mercedes       | 1:36.640 |
| Vrije training 3 | 3   | 77 | Valtteri Bottas  | Mercedes       | 1:36.655 |
| Vrije training 3 | 4   | 23 | Alexander Albon  | Red Bull-Honda | 1:36.927 |
| Vrije training 3 | 5   | 5  | Sebastian Vettel | Ferrari        | 1:36.975 |

## Kwalificatie
Lewis Hamilton behaalde voor Mercedes zijn vijfde pole position van het seizoen. Zijn teamgenoot Valtteri Bottas kwalificeerde zich als tweede, maar door een motorwissel moet hij de race vanaf de laatste plaats aanvangen. Hierdoor schoof Red Bull-coureur Max Verstappen, die zich als derde kwalificeerde, door naar de eerste startrij. Charles Leclerc kwalificeerde zich als vierde, hij poogde in het laatste seconden van Q3 nog een snellere rondetijd neer te zetten, maar was te laat. Zijn teamgenoot Sebastian Vettel zette de vijfde tijd neer, voor de Red Bull-rijder Alexander Albon. Lando Norris zette voor McLaren de zevende tijd neer, nog voor Renault-rijder Daniel Ricciardo. Hun respectievelijke teamgenoten Carlos Sainz jr. en Nico Hülkenberg maakten de top 10 compleet.

### Kwalificatie-uitslag
| Pos                 | No | Coureur            | Constructeur              | Q1       | Q2       | Q3       | Grid |
| ------------------- | -- | ------------------ | ------------------------- | -------- | -------- | -------- | ---- |
| 1                   | 44 | Lewis Hamilton     | Mercedes                  | 1:35.851 | 1:35.634 | 1:34.779 | 1    |
| 2                   | 77 | Valtteri Bottas    | Mercedes                  | 1:36.200 | 1:35.674 | 1:34.973 | 20   |
| 3                   | 33 | Max Verstappen     | Red Bull-Honda            | 1:36.390 | 1:36.275 | 1:35.139 | 2    |
| 4                   | 16 | Charles Leclerc    | Ferrari                   | 1:36.478 | 1:35.543 | 1:35.219 | 3    |
| 5                   | 5  | Sebastian Vettel   | Ferrari                   | 1:36.963 | 1:35.786 | 1:35.339 | 4    |
| 6                   | 23 | Alexander Albon    | Red Bull-Honda            | 1:36.102 | 1:36.718 | 1:35.682 | 5    |
| 7                   | 4  | Lando Norris       | McLaren-Renault           | 1:37.545 | 1:36.764 | 1:36.436 | 6    |
| 8                   | 3  | Daniel Ricciardo   | Renault                   | 1:37.106 | 1:36.785 | 1:36.456 | 7    |
| 9                   | 55 | Carlos Sainz jr.   | McLaren-Renault           | 1:37.358 | 1:36.308 | 1:36.459 | 8    |
| 10                  | 27 | Nico Hülkenberg    | Renault                   | 1:37.506 | 1:36.859 | 1:36.710 | 9    |
| 11                  | 11 | Sergio Pérez       | Racing Point-BWT Mercedes | 1:36.961 | 1:37.055 |          | 10   |
| 12                  | 10 | Pierre Gasly       | Toro Rosso-Honda          | 1:37.198 | 1:37.089 |          | 11   |
| 13                  | 18 | Lance Stroll       | Racing Point-BWT Mercedes | 1:37.528 | 1:37.103 |          | 12   |
| 14                  | 26 | Daniil Kvjat       | Toro Rosso-Honda          | 1:37.683 | 1:37.141 |          | 13   |
| 15                  | 20 | Kevin Magnussen    | Haas-Ferrari              | 1:37.710 | 1:37.254 |          | 14   |
| 16                  | 8  | Romain Grosjean    | Haas-Ferrari              | 1:38.051 |          |          | 15   |
| 17                  | 99 | Antonio Giovinazzi | Alfa Romeo-Ferrari        | 1:38.114 |          |          | 16   |
| 18                  | 7  | Kimi Räikkönen     | Alfa Romeo-Ferrari        | 1:38.383 |          |          | 17   |
| 19                  | 63 | George Russell     | Williams-Mercedes         | 1:38.717 |          |          | 18   |
| 20                  | 88 | Robert Kubica      | Williams-Mercedes         | 1:39.236 |          |          | 19   |
| 107% tijd: 1:42.561 |    |                    |                           |          |          |          |      |

Notities
1. ↑  Valtteri Bottas moest achteraan starten omdat hij meer motoronderdelen had vervangen dan het quotum toestond.

## Wedstrijd
De race werd gewonnen door Lewis Hamilton, die zijn elfde overwinning van het seizoen behaalde. Max Verstappen eindigde op de tweede plaats, terwijl Charles Leclerc derde werd. Valtteri Bottas reed vanaf de laatste startplaats naar de vierde positie en reed in de slotfase naar Leclerc toe, maar kwam niet dichtbij genoeg om een inhaalpoging te doen. Sebastian Vettel werd vijfde, nadat hij in de slotfase Alexander Albon had ingehaald. Racing Point-coureur Sergio Pérez haalde in de laatste ronde Lando Norris in en haalde zo de zevende plaats binnen, met Norris op de achtste positie. Toro Rosso-rijder Daniil Kvjat werd negende, terwijl Carlos Sainz jr. de tiende plaats behaalde met een inhaalactie op Nico Hülkenberg in de laatste ronde.

### Race-uitslag
| Pos. | No. | Coureur            | Constructeur              | Rondes | Tijd/Oorzaak uitval | Grid | Punten |
| ---- | --- | ------------------ | ------------------------- | ------ | ------------------- | ---- | ------ |
| 1    | 44  | Lewis Hamilton     | Mercedes                  | 55     | 1:34:05.715         | 1    | 26S    |
| 2    | 33  | Max Verstappen     | Red Bull-Honda            | 55     | +16.772             | 2    | 18     |
| 3    | 16  | Charles Leclerc    | Ferrari                   | 55     | +43.435             | 3    | 15     |
| 4    | 77  | Valtteri Bottas    | Mercedes                  | 55     | +44.379             | 20   | 12     |
| 5    | 5   | Sebastian Vettel   | Ferrari                   | 55     | +1:04.357           | 4    | 10     |
| 6    | 23  | Alexander Albon    | Red Bull-Honda            | 55     | +1:09.205           | 5    | 8      |
| 7    | 11  | Sergio Pérez       | Racing Point-BWT Mercedes | 54     | +1 ronde            | 10   | 6      |
| 8    | 4   | Lando Norris       | McLaren-Renault           | 54     | +1 ronde            | 6    | 4      |
| 9    | 26  | Daniil Kvjat       | Toro Rosso-Honda          | 54     | +1 ronde            | 13   | 2      |
| 10   | 55  | Carlos Sainz jr.   | McLaren-Renault           | 54     | +1 ronde            | 8    | 1      |
| 11   | 3   | Daniel Ricciardo   | Renault                   | 54     | +1 ronde            | 7    |        |
| 12   | 27  | Nico Hülkenberg    | Renault                   | 54     | +1 ronde            | 9    |        |
| 13   | 7   | Kimi Räikkönen     | Alfa Romeo-Ferrari        | 54     | +1 ronde            | 17   |        |
| 14   | 20  | Kevin Magnussen    | Haas-Ferrari              | 54     | +1 ronde            | 14   |        |
| 15   | 8   | Romain Grosjean    | Haas-Ferrari              | 54     | +1 ronde            | 15   |        |
| 16   | 99  | Antonio Giovinazzi | Alfa Romeo-Ferrari        | 54     | +1 ronde            | 16   |        |
| 17   | 63  | George Russell     | Williams-Mercedes         | 54     | +1 ronde            | 18   |        |
| 18   | 10  | Pierre Gasly       | Toro Rosso-Honda          | 53     | +2 ronden           | 11   |        |
| 19   | 88  | Robert Kubica      | Williams-Mercedes         | 53     | +2 ronden           | 19   |        |
| DNF  | 18  | Lance Stroll       | Racing Point-BWT Mercedes | 45     | Remmen              | 12   |        |

S Lewis Hamilton behaalde een extra punt voor het rijden van de snelste ronde.

## Eindstand wereldkampioenschap
Betreft de stand voor het wereldkampioenschap na afloop van de race. Vetgedrukte tekst betekent dat deze is bevestigd als wereldkampioen.

### Coureurs
| Positie | No. | Rijder           | Team                      | Punten |
| ------- | --- | ---------------- | ------------------------- | ------ |
| 01      | 44  | Lewis Hamilton   | Mercedes                  | 413    |
| 02      | 77  | Valtteri Bottas  | Mercedes                  | 326    |
| 03      | 33  | Max Verstappen   | Red Bull-Honda            | 278    |
| 04      | 16  | Charles Leclerc  | Ferrari                   | 264    |
| 05      | 5   | Sebastian Vettel | Ferrari                   | 240    |
| 06      | 55  | Carlos Sainz jr. | McLaren-Renault           | 96     |
| 07      | 10  | Pierre Gasly     | Toro Rosso-Honda          | 95     |
| 08      | 23  | Alexander Albon  | Red Bull-Honda            | 92     |
| 09      | 3   | Daniel Ricciardo | Renault                   | 54     |
| 10      | 11  | Sergio Pérez     | Racing Point-BWT Mercedes | 52     |

### Constructeurs
| Positie | Team                      | Punten |
| ------- | ------------------------- | ------ |
| 01      | Mercedes                  | 739    |
| 02      | Ferrari                   | 504    |
| 03      | Red Bull-Honda            | 417    |
| 04      | McLaren-Renault           | 145    |
| 05      | Renault                   | 91     |
| 06      | Toro Rosso-Honda          | 85     |
| 07      | Racing Point-BWT Mercedes | 73     |
| 08      | Alfa Romeo-Ferrari        | 57     |
| 09      | Haas-Ferrari              | 28     |
| 10      | Williams-Mercedes         | 1      |